# Acraea pharsaloides
Acraea pharsaloides är en fjärilsart som beskrevs av Holland 1892. Acraea pharsaloides ingår i släktet Acraea och familjen praktfjärilar. Inga underarter finns listade i Catalogue of Life.